# Jérôme Stoll
Jérôme Stoll (nascido em 1954 em Túnis, Tunísia), é um alto executivo da indústria automobilística francesa, que já exerceu os cargos de diretor executivo adjunto de desempenho do Grupo Renault, diretor comercial e presidente da Renault Sport.
Stoll se formou na École Supérieure de Commerce de Paris (ESCP), e no Centre de Perfectionnement aux Affaires (CPA/HEC) de Fontainebleau.
Em 15 de dezembro de 2020, foi anunciado que Stoll, que era presidente da Renault Sport desde 2016, deixaria o cargo no final do ano de 2020.